# Skupina východoslovenských mohyl
Skupina východoslovenských mohyl  (nebo obecně mohyly východoslovenského typu) byla kulturní skupina v mladším eneolitu a na začátku starší doby bronzové (tedy podle konvenčního datování kolem 2 000 př. Kr., podle novějšího datování kolem 2 300 př. Kr.) ve vrchovinách východního Slovenska. Patří do epišňůrového komplexu. Pojmenoval ji slovenský archeolog Vojtech Budinský-Krička.
Byl to rolnicko pastevecký lid, příslušníci východní větve kultury se šňůrovou keramikou. Přišli ze severu (od Dněstru a Sanu) a usadili se na málo úrodných půdách. Jejich sídla se nenašla, archeologové však objevili četné mohylové hroby v Ondavské vrchovině – (Giraltovce, Kožany, Kurima, Brestov, Hankovce) a v Šarišské vrchovině – (Veľký Šariš-Kanaš). Obyvatelé této kultury však osídlili i jižní oblasti Polska, západní oblasti Ukrajiny (v okolí města Sambor) a také oblasti v Sedmihradsku. Někteří badatelé je považují za první Indoevropany.
Jejich jediným archeologickým projevem jsou mohylová pohřebiště. Na jednom pohřebišti je zpravidla 10–15 mohyl, na celém východním Slovensku se odhaduje asi 2 000 mohyl z tohoto období, které vytvářejí pohřebiště dlouhá i několik kilometrů. Největší koncentrace je v okrese Svidník. Mohyly měly průměr 5–22 metrů a byly vysoké 50–80 centimetrů. Zhotovovaly se z hlíny, výjimku tvoří kamenná mohyla v Šapinci. Pohřbívání bylo birituální, tj. kosterní i žárové (tento zvyk byl převzat pravděpodobně od obyvatel skupiny Nyírség-Zatín). V kosterních hrobech leží mrtví na boku ve skrčené poloze, řidčeji v poloze naznak. V některých hrobech se však nenašli žádné stopy po pohřbíváni, může tedy jít o symbolické hroby. Vybavení hrobů a milodary jsou velmi skromné (jde většinou o keramiku a kamenné nástroje), což ukazuje na relativně sociálně nediferencovanou společnost.
Mezi archeologické nálezy patří hlavně keramické střepy, celé nádoby jsou vzácné. Keramika je zdobena především otisky šňůry, méně časté jsou jamky, vpichy nebo výčnělky. Keramika je pouze hrubě opracovaná, ale menší nádoby mají důslednější povrchovou úpravu. Kromě keramiky se našly i zlomky kamenných nástrojů (mlat, sekyrka, nůž) vyrobené z jaspisu, pazourku, břidlice, křemence a méně často z obsidiánu.